# Paralelo 17 S
O paralelo 17 S é um paralelo que está 17 graus a sul do plano equatorial da Terra.
Tem inicio no Meridiano de Greenwich na direcção leste, o paralelo 17º Sul passa sucessivamente por:
| País, território ou mar | Notas |
| ----------------------- | --- |
| Oceano Atlântico        | |
| Angola                  | |
| Namíbia                 | |
| Angola                  | |
| Zâmbia                  | |
| Zimbabwe                | |
| Moçambique              | |
| Malawi                  | |
| Moçambique              | |
| Oceano Índico           | Canal de Moçambique - passa a norte da Ilha de João da Nova, Terras Austrais e Antárticas Francesas                                                                                      |
| Madagáscar              | Continente e Île Sainte-Marie |
| Oceano Índico           | Passa a sul da Ilha Coco, Ilhas Maurícias |
| Austrália               | Austrália Ocidental |
| King Sound              | |
| Austrália               | Austrália Ocidental Território do Norte Queensland - continente e Ilhas Wellesley |
| Golfo de Carpentária    | |
| Austrália               | Queensland |
| Oceano Pacífico         | Mar de Coral - passa pelas Ilhas do Mar de Coral, Austrália |
| Vanuatu                 | Ilhas Shepherd |
| Oceano Pacífico         | |
| Fiji                    | Ilhas Yasawa |
| Bligh Water             | |
| Fiji                    | Ilha Vanua Levu |
| Mar de Koro             | |
| Fiji                    | Ilha Taveuni |
| Oceano Pacífico         | Passa a norte das Ilhas Lau, Fiji · Passa a sul do atol Maupihaa, Polinésia Francesa · Passa a sul da ilha Raiatea, Polinésia Francesa · Passa a sul da ilha Huahine, Polinésia Francesa |
| Polinésia Francesa      | Atol Tetiaroa |
| Oceano Pacífico         | Passa a sul do atol Tahanea, Polinésia Francesa · Passa a norte do atol Motutunga, Polinésia Francesa · Passa a sul do atol Tepoto, Polinésia Francesa                                   |
| Polinésia Francesa      | Atol Marutea |
| Oceano Pacífico         | Passa a sul do atol Rekareka, Polinésia Francesa |
| Peru                    | |
| Bolívia                 | |
| Brasil                  | Mato Grosso Goiás Minas Gerais Bahia |
| Oceano Atlântico        | |